# Thomas Wanker
Thomas Wanker (Graz, 19 april 1973) is een Oostenrijks filmcomponist.
Wanker ging op jonge leeftijd naar de Verenigde Staten om daar een muziekopleiding te volgen aan de University of Southern California in Los Angeles. Na zijn studie begin jaren negentig, begon hij zijn carrière als componist voor televisieproducties als Buffy the Vampire Slayer. Eind jaren negentig begon hij een succesvolle werkrelatie met landgenoot en collega componist Harald Kloser. Wankers meest bekende werken zijn films met de Duitse regisseur Roland Emmerich.

## Filmografie
- 1999: The Venice Project (met Harald Kloser)
- 1999: Nichts als die Wahrheit (met Harald Kloser)
- 2000: Marlene (met Harald Kloser)
- 2000: Ein Hand Voll Gas (met Harald Kloser)
- 2001: Der Tunnel (met Harald Kloser)
- 2001: Feindliche Übernahme - althan.com (met Harald Kloser)
- 2008: 10,000 BC (met Harald Kloser)
- 2009: 2012 (met Harald Kloser)
- 2011: Anoymous (met Harald Kloser)
- 2013: All Things to All Men
- 2013: White House Down (met Harald Kloser)
- 2016: Independence Day: Resurgence (met Harald Kloser)
- 2019: Midway (met Harald Kloser)
- 2022: Moonfall (met Harald Kloser)

## Overige producties

### Televisieprogramma's
- 1998: Die Fremde in meiner Brust (televisiefilm)
- 1999: Florian - Liebe aus ganzen Herzen (televisiefilm) (met Harald Kloser)
- 1999: Paul und Clara - Liebe vergeht nie (televisiefilm)
- 2000: Deliberate Intent (televisiefilm) (met Harald Kloser)
- 2000: Kiss Tomorrow Goodbye (televisiefilm) (met Harald Kloser)
- 2000: Ali: An American Hero (televisiefilm) (met Harald Kloser)
- 2000: Buffy the Vampire Slayer (televisieserie, 2000 - 2002)
- 2001: Crociati (televisiefilm) (met Harald Kloser)
- 2002: Sins of the Father (met Harald Kloser)
- 2002: Dracula (televisiefilm) (met Harald Kloser)
- 2002: RFK (televisiefilm) (met Harald Kloser)
- 2006: Die Sturmflut (televisiefilm) (met Harald Kloser)
- 2006: Dresden (met Harald Kloser)

### Korte films
- 1994: The Blod Cupid
- 1996: Partners in Crime
- 2001: Ice Cream Sundae (met Harald Kloser)
- 2003: Im Labyrinth (met Harald Kloser)

- Biblioteca Nacional de España: XX4427469
- Bibliothèque nationale de France: cb14144827x (data)
- Gemeinsame Normdatei: 138742502
- International Standard Name Identifier: 0000 0000 8137 5170
- Library of Congress Control Number: no2008073619
- MusicBrainz: 6d608819-131d-4f40-912e-59f060853d30
- Nationale Bibliotheek van Tsjechië: xx0258698
- Nationale Bibliotheek van Israël: 987007439696305171
- Système universitaire de documentation: 130140260
- Virtual International Authority File: 195126872
- WorldCat: E39PBJbWvVFqDmqhDQM3YkXjmd